# Godall
Godall település Spanyolországban, Tarragona tartományban. Godall La Galera, Masdenverge, Freginals és Ulldecona községekkel határos. Lakosainak száma 612 fő (2024).

## Népesség
A település népessége az elmúlt években az alábbi módon változott:
| Lakosok száma | 162  | 1884 | 1468 | 1155 | 807  | 749  | 815  | 673  | 575  | 612  |
|               | 1717 | 1900 | 1940 | 1960 | 1986 | 2005 | 2010 | 2014 | 2019 | 2024 |